# Quintus Pompeius Falco
Quintus Pompeius Falco (~70 - na 140) was een Romeins legeraanvoerder en politicus. Hij behoorde tot de patriciërsstand. Zijn volledige naam luidde Quintus Roscius Murena Silius Decianus Vibullus Pius Julius Eurycles Herc(u)lanus Pompeius Falco.

## Afkomst en vroege militaire carrière
Over Falco's afkomst bestaat geen duidelijkheid, al nemen veel historici aan dat hij afkomstig was uit de oostelijke delen van het Romeinse Rijk. Zijn familie had geen senatoriale wortels; Falco was een novus homo. De vele namen die hij droeg, weerspiegelen de nauwe connecties die hij onderhield met hooggeplaatste Romeinse families.
Falco begon zijn carrière als tribunus militum van het legio X Gemina. Vervolgens streed hij onder keizer Traianus in de Eerste Dacische Oorlog (101-102) als legatus legionis van het legio V Macedonica. Na de oorlog werd hij geëerd met de ornamenta triumphalia.

## Provinciegouverneur en consulaat
Na de Eerste Dacische oorlog werd Falco legatus Augusti pro praetore van de provincia Lycië/Pamfylië (dat in die tijd door één legatus bestuurd werd).
Van ca. 105-107 was hij legatus Augusti pro praetore van Judea, waarbij ook het legio X Fretensis onder zijn bevel viel. Uit deze periode is een brief van Plinius bewaard gebleven, waarin Plinius Falco bij wijze van gunst vraagt een vriend van hem, Cornelius Minicianus, een militair ambt toe te kennen. Uit inscripties blijkt dat Minicianus inderdaad, vermoedelijk door toedoen van Falco, werd aangesteld als praefectus cohortis van het in Damascus gelegerde eerste cohort. Later werd hij in Africa tribunus militum van het legio III Augusta.
In 108, na zijn terugkeer naar Rome, was Falco consul suffectus, waarna hij werd benoemd tot curator Viae Traianae.
Van 116-117 was Falco legatus Augusti pro praetore in Moesia Inferior. Daarna vervulde hij van 118 tot de zomer van 122 hetzelfde ambt in Britannia. Het lijkt erop dat hij naar Britannia gestuurd werd omdat keizer Hadrianus een einde wilde maken aan de onrust in de provincie.
Na zijn periode in Britannia werd Falco benoemd tot proconsul van Asia, waar hij in de zomer van 123 aankwam en zich in ieder geval in 124 nog steeds bevond. Het ambt in Asia werd algemeen beschouwd als de bekroning van een succesvolle carrière.

## Latere leven
Met zijn ambtstermijn in Asia sloot Falco vermoedelijk zijn carrière af. In later tijd wordt hij nog genoemd in een brief uit 142 van de jonge Marcus Aurelius aan Fronto, waarin hij schrijft over een bezoek dat keizer Antoninus Pius in 140 bracht aan Falco's landgoed, waarbij Falco indruk had gemaakt met zijn experimenten op het gebied van de boomteelt.

## Huwelijk en nakomelingen
Falco was getrouwd met Sosia Polla, die overleed tijdens zijn ambtstermijn in Asia. Hij was de vader van Quintus Pompeius Sosius Priscus, geboren in 117/118 en consul ordinarius in 149. Ook zijn klein- en achterkleinkinderen hadden succesvolle senatoriale carrières.